# Enertime
Enertime 是一家法国工业公司，专门设计和制造用于可再生能源和回收能源的热力动力机器。

## 公司历史
公司由Gilles David和Fabien Michel于2008年创立。 公司开始在可再生能源领域从事工程和咨询业务，特别在降级采矿场开发了一系列太阳能发电站项目  。 与此同时，公司研发了有机朗肯循环机器技术  。 2011年，公司于2011年2月首次募集了150万欧元 ，并且获得了法国环境能源管控署-道达尔计划（Programme ADEME-TOTAL）的一笔融资，用于在沙托布里昂（Chateaubriant）附近给苏当FMGC   冶炼厂 的热风冲天炉安装一台1兆瓦的2012年投入使用的ORC。公司同时面向国际发展，并于2012年底获得私营部门援助和研究基金（FASEP）的一笔融资，用于与菲律宾洛斯巴诺斯大学（l'Université des Philippines Los Banos）以及国际水稻研究所  （l'IRRI） 一起在菲律宾研究使用ORC技术和稻草燃烧的电力生产。
2013年年中，与蒙彼利埃地区设备公司（SERM）签订合同，为蒙彼利埃玛丽安港（Port-Marianne）地区的生物质三联产电厂 提供600千瓦的ORC，是公司ORC的首次出售。
公司随后为其ORC技术开发了新的应用   ，例如，在Enertime中标的欧洲Leanship项目框架内与STX France 合作提高船舶的能源效率，并在中国赢得ORC的新合同 : 为中国钢铁第一的上海宝钢 提供3.2兆瓦的ORC，为包头的中国钢铁企业包头钢铁 提供1兆瓦的ORC透平机。公司陆续签下了新的订单：为乌克兰Kamenetz-Podolsk的生物质热电联产工厂提供1.6 兆瓦 ORC，为苏伊士环境和卡昂焚烧炉 提供2兆瓦ORC，以及为家庭垃圾处理的社区间联合组织（SYCTOM）和Saint-Ouen焚烧炉提供1兆瓦ORC。
2016年7月，公司上市 。2017年3月，Enertime签订了第一个热泵销售合同，与威立雅（Veolia）的子公司Syner'val签订的为勒芒焚烧炉提供3.7兆瓦热泵的合同。 2017年，公司与AIT公司也签下了用于Saint-Fons 的大里昂污水处理厂（la station d'épuration du Grand Lyon ）的新的ORC销售合同。
公司于2017年9月宣布着手推动其业务模式向高附加值技术销售转变，包括以专利许可的形式，减少劳动力和资源以期降低100万欧元  运营成本的形式。2017年底公司还组织了两次募款活动，募集总金额为150万欧元 。2017年12月公司还与北京华晟ORC科技公司签订了1MW透平机制造授权销售合同 ，该合同自2018年5月起生效。2018年3月，Vergnet公司宣布与Enertime建立战略合作伙伴关系，共享资源并且在Vergnet 发展较好的区域将ORC技术商业化。2018年6月，Enertime宣布了与GRTgaz合作伙伴关系旨在开发天然气减压透平机技术，该合作得到了法国环境能源管控署（ADEME）和未来投资计划 （Plan d'Investissements d'Avenir）的支持。 该合作伙伴关系于2019年初实现，GRTgaz订购了2.5兆瓦的透平机，用于Villiers-le-Bel 的天然气减压站。 公司还通过其在热力学机器和透平机 方面的专业能力为GTT公司工作。

## 公司技术
Enertime在列日大学热力学实验室和法国国立高等工程技术学校（ENSAM）的流体动力学实验室的帮助下开发了透平机和ORC技术。
公司设计和制造的透平机为两级多级轴向型透平机。